# سامسونگ اس‌پی‌اچ-آ۶۴۰
سامسونگ اس‌پی‌اچ-آ۶۴۰ یک‌نمونه از گوشی‌های تلفن همراه سری A شرکت سامسونگ می‌باشد  که توسط همین شرکت به بازار عرضه شده‌است.